# Oxyethira orellanai
Oxyethira orellanai är en nattsländeart som beskrevs av Harris och Davenport 1992. Oxyethira orellanai ingår i släktet Oxyethira och familjen smånattsländor. Inga underarter finns listade i Catalogue of Life.